# Crabtree-katalysator
De crabtree-katalysator is een complex van iridium met 1,5-cyclo-octadieen, triscyclohexylfosfaan en pyridine, met het hexafluorfosfaat-anion als tegenion. De stof komt voor als een oranje kristallijne vaste stof.

## Ontwikkeling
De katalysator werd in de jaren 70 van de 20e eeuw ontwikkeld door de Britse hoogleraar Robert H. Crabtree voor de hydrogenering van alkenen. Het is tevens een belangrijke verbinding binnen de organo-iridiumchemie. Het waren Crabtree en diens student George Morris die de katalytische eigenschappen ervan ontdekten toen ze aan het Institut de Chimie des Substances Naturelles in Parijs werkten aan iridiumanaloga van de op rodium gebaseerde wilkinson-katalysator.

## Structuur
In de coördinatieverbinding neemt iridium een vierkant planaire moleculaire geometrie aan, zoals voorspeld door de VSEPR-theorie voor d8-complexen.

## Eigenschappen en toepassingen
Het grote voordeel van deze homogene katalysator is dat hij ongeveer 100 keer reactiever is dan de wilkinson-katalysator en ook in staat is om tri- en tetragesubstitueerde alkenen te hydrogeneren. Bijgevolg kan het gebruikt worden om zeer selectief sterk sterisch gehinderde alkenen te hydrogeneren.
De crabtree-katalysator is ook gebruikt geweest voor de ontwikkeling van nieuwe katalysatoren door aanpassing van liganden. Zo werden enkele enantioselectieve katalysatoren ontwikkeld door gebruik te maken van chirale liganden.

### Hydrogenering van 4-terpenol
Een voorbeeld van de selectiviteit waarmee de crabtree-katalysator werkt, is de hydrogenering van 4-terpenol (1). Met waterstofgas en palladium op koolstof in ethanol worden twee producten verkregen (cis en trans), in de verhouding 20:80 (in het voordeel van het cis-product, 2B). De oorzaak hiervan ligt in het feit dat gebruik wordt gemaakt van ethanol als oplosmiddel en dat de hydroxylgroep van het substraat hiermee waterstofbruggen kan vormen. Zodoende is steeds één welbepaalde zijde van de molecule gericht naar het katalytisch oppervlak. Wanneer wordt gebruikgemaakt van cyclohexaan als oplosmiddel, dan wijzigt de verdelingsgraad tot 53:47, waardoor het polaire gedeelte van de molecule nu meer naar het katalytisch oppervlak gericht wordt.
Bij gebruik van de crabtree-katalysator ontstaat een situatie waarbij bijna 100% van het isomeer 2A wordt gevormd, hetgeen de selectiviteit van de katalysator accentueert. De oorzaak hiervoor ligt in het feit dat de hydroxylgroep gecoördineerd kan worden door het iridium, waardoor de hydrogenering slechts aan één welbepaalde zijde van de molecule kan plaatsgrijpen.